# Immanuel-Kant-Gymnasium (Dortmund-Asseln)

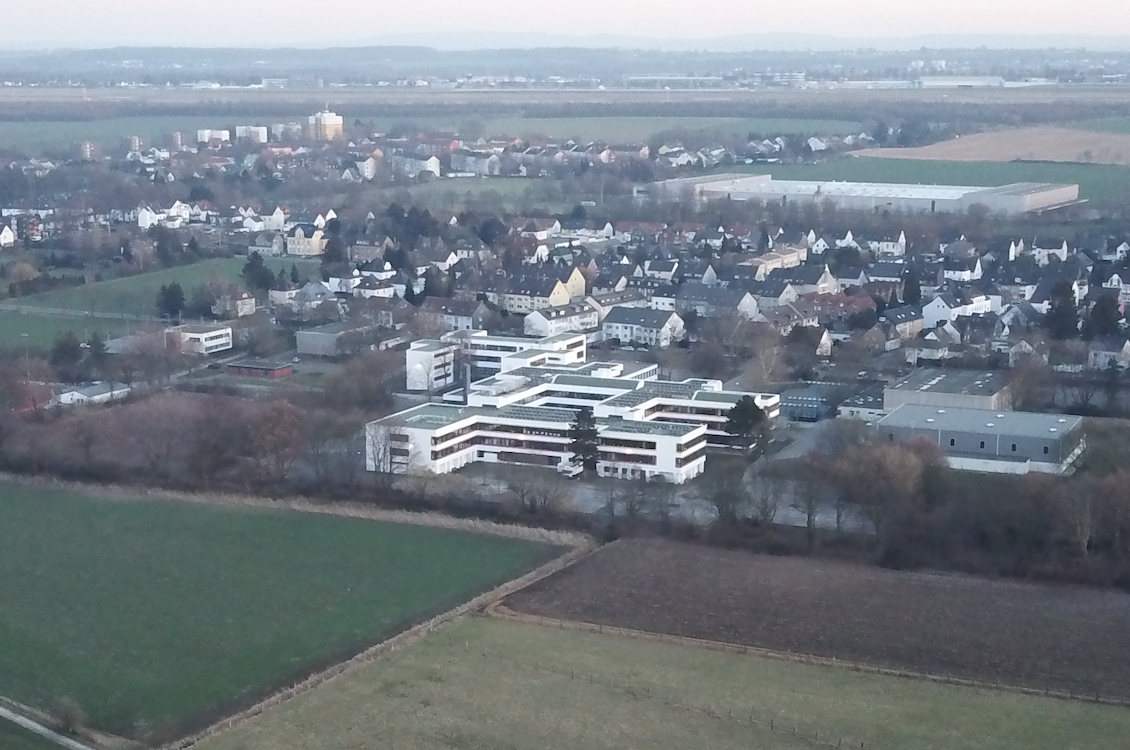
Der Gebäudekomplex nach der Renovierung

Das Immanuel-Kant-Gymnasium (IKG) in Dortmund-Asseln ist ein städtisches Gymnasium und beherbergt derzeit etwa 1200 Schüler. Es liegt im östlichen Dortmunder Stadtteil Asseln und bezieht seine Schülerschaft hauptsächlich aus den Stadtbezirken Brackel und Scharnhorst. Es wurde von 2015 bis 2019 kernsaniert und bekam eine neue Dreifachsporthalle. Das Gymnasium verfügt seit 2018 über eine neue Medienausstattung und ist barrierefrei.

## Geschichte und Schulgebäude
Das „Städtische Gymnasium für Jungen und Mädchen“ wurde 1969 eröffnet und teilt sich im „Schulzentrum Asseln“ das 1974 errichtete und zwischen 2015 und 2019 kernsanierte Hauptgebäude mit der Max-Born-Realschule. Außerdem nutzt das Gymnasium das ab Herbst 1967 entstandene Gebäude der ehemaligen Hauptschule Asseln und einen 1998 errichteten Zwischenbau, der die beiden Gebäudeteile miteinander verbindet.
Im Mai 2022 begannen die Baumaßnahmen für ein weiteres Schulgebäude. Der Dortmunder Oberbürgermeister Thomas Westphal eröffnete den Neubau offiziell am 1. Februar 2023.

## Zügigkeit
In der Regel sind die Jahrgangsstufen am Immanuel-Kant-Gymnasium 5-zügig, in den letzten vier Jahren sogar 6-zügig.

## Aktivitäten und Projekte

### Sprachen
Das Immanuel-Kant-Gymnasium bietet Englisch ab Klasse 5, Latein und Französisch ab Klasse 7 und Spanisch ab Klasse 9 bzw. ab der Einführungsphase an.
Die Schule ist Hauptorganisator des Dortmunder Literaturwettbewerbs und nimmt am Wettbewerb „Jugend debattiert“ teil.
Im Bereich der Fremdsprachen können sich Schülerinnen und Schüler auf das Cambridge Certificate (Englisch) oder die DELF-Prüfungen (Französisch) vorbereiten.

### Musik
Jedes Kind hat die Möglichkeit, ab der 5. Klasse im Rahmen des Musikunterrichts ein Streichinstrument zu erlernen. Pro Jahr gibt es drei große Schulkonzerte und eine jahrgangsübergreifende Orchesterfahrt.

### Kunst
Kunst-Leistungskurse in der Oberstufe mit Ausstellungen.

### Gesellschaftswissenschaften
Leistungskurse in allen gesellschaftswissenschaftlichen Fächern und Wirtschaftsschwerpunkt im Fach Sozialwissenschaften in der Oberstufe.

### Mathematik und Naturwissenschaften
Das Immanuel-Kant-Gymnasium ist Hauptorganisator des Dortmunder Mathematikwettbewerbs. Leistungskurse in allen Naturwissenschaften, einschließlich Informatik, Technik als Unterrichtsfach im Differenzierungsbereich der Mittelstufe.
Für Kinder des 3. und 4. Grundschuljahres bietet das IKG die beiden naturwissenschaftlichen Projekte „NAWI Kids“ und „Jungforscher“ an, bei denen die Grundschulkinder zum Mitmachen bei biologischen, chemischen und physikalischen Experimenten animiert werden.
Mehrfach erreichten Schüler des Immanuel-Kant-Gymnasiums vordere Plätze beim Landeswettbewerb „Jugend forscht“.

### Sport
Mannschaften des Immanuel-Kant-Gymnasiums waren vor allem im Schach erfolgreich und konnten in den Jahren 2001 bis 2004 jeweils die Deutschen Schulschach Meisterschaften gewinnen. Maßgeblichen Anteil hatte daran David Baramidze, der mittlerweile Schach-Großmeister ist. Das Immanuel-Kant-Gymnasium bietet Rudern ab der Klasse 6 als Arbeitsgemeinschaft und in der gymnasialen Oberstufe als Profil in den Sportkursen an. Zudem ist die Schule Hauptorganisator des Dortmunder Rudercups, der alljährlich auf dem Phoenix-See ausgetragen wird.
Auch im Fußball, Gerätturnen und Rudern nahmen Schulmannschaften erfolgreich an Landesentscheiden teil.

### Austausche und Fahrten
- 5-tägige Klassenfahrt in Klasse 6 mit erlebnispädagogischem Schwerpunkt
- Vesoul (Frankreich, seit 2017; vormals Austausch mit Rouen, Frankreich)
- Netanya (Israel, seit 1989)
- Reus (Spanien, seit 2018)
- Skifreizeit für die Jahrgangsstufe 9 nach Jochgrimm (Italien, seit 1976)
- einwöchige Studienfahrt in der Oberstufe ins Ausland

### Arbeitsgemeinschaften
Das IKG bietet für Schüler aller Jahrgangsstufen Arbeitsgemeinschaften für verschiedene Interessen an: z. B. Rudern, Tennis, Schach, Kunst, Technik, Lego-Roboter, Schule ohne Rassismus, Umwelt, Orchester, Chor, Sanitätsdienst, Streicher, Fußball-Kicker, Yoga und Koreanisch. Seit 2021 können Schülerinnen und Schüler ab der 8. Klasse am „Duke of Edinburgh Award“ zur Entwicklung der Persönlichkeit junger Menschen teilnehmen.

## Kooperationen und Bildungspartnerschaften
Das Immanuel-Kant-Gymnasium hat Bildungspartnerschaften mit regionalen Unternehmen wie dem Großhandelskonzern Rewe (Dortmund-Asseln), dem Autokomponentenhersteller Albonair (Dortmund, Phönix West), der Stadt- und Landesbibliothek Dortmund oder dem Versicherungsnehmer Volkswohl Bund Versicherungen (Dortmund-Mitte). Darüber hinaus bestehen Kooperationen mit dem Theater Dortmund, der Steinwache und der Agentur für Arbeit Dortmund.
Mit dem Gymnasium an der Schweizer Allee aus dem nahen Dortmunder Stadtteil Aplerbeck betreibt das Immanuel-Kant-Gymnasium seit 2004 eine Kooperation, um mehr Leistungskurse v. a. im gesellschaftswissenschaftlichen und naturwissenschaftlichen Bereich anbieten zu können.

## Auszeichnungen
Das Immanuel-Kant-Gymnasium ist Träger verschiedener Auszeichnungen: so war es deutschlandweit die erste Schule, die sich „Schule ohne Rassismus – Schule mit Courage“ nennen durfte. Ferner ist das Immanuel-Kant-Gymnasium Träger des „Berufswahlsiegels NRW 2020-2023“ sowie „Zukunftsschule NRW“ und „Fairtrade-Schule“.

## Persönlichkeiten
- David Baramidze (* 1988, Schach-Großmeister)
- Karl Heinz Czierpka (* 1950, Bezirksbürgermeister (SPD) des Stadtbezirks Dortmund-Brackel und Mitbegründer von „Schule ohne Rassismus“ am Immanuel-Kant-Gymnasium)
- Kerstin Holtmeyer (* 1967, zweifache Olympiasiegerin und vierfache Weltmeisterin im Rudern; Trägerin der Thomas-Keller-Medaille des Weltruderverbandes FISA, Lehrerin am IKG)
- Maximilian Johanning (* 1992, U19-Juniorenweltmeister im Rudern 2011)[8]
- Norbert Keßlau (* 1962, zweifacher Weltmeister und Olympiamedaillengewinner im Rudern)
- Matthias Laarmann (* 1964, Altphilologe, Dogmen- und Theologiehistoriker, Lehrer am IKG)
- Lena Seibert (* 1998, deutsche Jugendmeisterin im Badminton)
- Tim Hendrik Walter (* 1984, Rechtsanwalt)
- Patrick Zelbel (* 1993, Internationaler Meister im Schach)